# Téréphtalate de chrome
Le téréphtalate de chrome (ou « mil-101 ») est un composé chimique de couleur verte.
Il forme des solides comportant une grande quantité de micropores dans lesquels des molécules peuvent s'insérer. Cela en fait un candidat théorique testé en laboratoire pour provisoirement stocker de l'hydrogène, du dioxyde de carbone ou du méthane et pour éventuellement contribuer à des processus de séquestration du dioxyde de carbone. Un mètre cube de ce produit peut absorber - à haute pression (50 bars) et à 25 °C - environ 400 m3 de dioxyde de carbone (25 % de plus que les matériaux antérieurement disponibles).